# G. Fekete Géza
G. Fekete Géza, Galántai Fekete Géza (Budapest, 1906. február 27. – Budapest, 1976. április 7.) magyar szobrász.

## Pályafutása
1925-ben az Iparművészeti Iskolában végzett, majd 1926 és 1932 között a Magyar Képzőművészeti Főiskolán tanult, ahol mesterei Szentgyörgyi István és Telcs Ede voltak. 1935-ben megkapta Budapest ösztöndíját, a Ferenc József jubileumi díj dicsérő elismerését, az 1940-es Sportdíj pályázaton II. díjat kapott. Bokszoló című szobráért 1952-ben a Helsinki Olimpia szellemi versenyének elismerő oklevelével jutalmazták. 1930-tól állított ki, az 1950-es és 1960-as években restaurátorként is dolgozott. Köztéren húsz szobra áll, portréinak száma kétszázra tehető.

## Egyéni kiállítások
- 1935, 1938 - Gyűjtemény kiállítás, Műterem, Budapest
- 1939, 1973 - Sportszobor [ifj. Fekete Gézával], FTC Klubház, Budapest

## Válogatott csoportos kiállítások
- 1931 • Művészcsoportok kiállítása, Műcsarnok, Budapest
- 1935, 1944 • III., VII. Nemzeti Kiállítás, Műcsarnok, Budapest
- 1935 • Munkácsy Céh, Nemzeti Szalon, Budapest
- 1936 • Jubileumi kiállítás, Műcsarnok, Budapest
- 1938, 1939 • Hét magyar művész 2, harmadik kiállítás, Műterem, Budapest (kat.)
- 1940 • Sportdíj kiállítás, Iparművészeti Múzeum, Budapest
- 1940, 1942, 1943 • I., II., IV. Magyar Művészetért, Budapest
- 1941 • Jubileumi kiállítás, Műcsarnok, Budapest
- 1942 • Őszi Tárlat, Műcsarnok, Budapest
- 1943 • Művészet az iparban. Üveg és fémipari kiállítás, Országos Magyar Iparművészeti Tanács Székház • Iparművészeti Kiállítás, Kassa
- 1948 • 90 művész kiállítása, Nemzeti Szalon, Budapest
- 1950-1954 • 1-5. Magyar Képzőművészeti kiállítás, Műcsarnok, Budapest
- 1960 • Képzőművészetünk a felszabadulás után, Magyar Nemzeti Galéria, Budapest.

## Művek közgyűjteményekben
Iparművészeti Múzeum, Budapest • Magyar Nemzeti Múzeum, Budapest.
• Magyar Nemzeti Galéria, Budapest

## Köztéri művei
- Karner, Ruppert (1929, dombormű, újból felállítva 1945 után, Budakeszi út 48/a)
- Szt. József (homlokzat, 1941, Győr, Orsolyiták Tanintézet)
- Benczúr Gyula (kőszobor, 1940, Nyíregyháza)
- Horthy István emlékmű (bronz, 1944, Borsa)
- Vasmunkás (1950, Szombathely)
- Úttörő (1950, Szeged)
- Ifjúság-Katona (kőszobor, 1952, Pécs)
- Katona (műkőszobor, 1953, Szeged)
- Bányász (1952, Komló)
- Bányász (1954, Ózd)
- Hajtóműszerész (kőszobor, 1955, Hajógyár)
- János vitéz (dombormű, vörösmárvány, 1955, Keresztúri úti általános iskola)
- Mezőgazdaság és Ipar- Munkás-paraszt szövetség (1956, EMAG)
- Sportoló leány (1956, Békéscsaba)
- Nő könyvvel (1962, Szikszó)
- Karikás Frigyes (dombormű, 1963, Felsőerdősor úti általános iskola)
- Ülő női akt (mészkő, Országos Korányi TBC Kórház)
- Színészet (1966, Budapest, Budavári Palota)
- Ökölvívó (1967, Budapest, Honvédelmi Minisztérium)
- Leány kagylóval (kútfigura, 1970, Orosháza, Kórház)
- Dr. Oravecz Béla (emléktábla, vörösmárvány, 1973, Budapest, Markó u. 22.)
- Ülő, olvasó lány (kútszobor, kő, 1975, Budapest, Nyugdíjas Pedagógusotthon kertje)
- Mattyasovszky Kasszián emlékmű (Esztergom)

## Síremlékek
- 1931: Bársony István, Budapest, Kerepesi temető
- Tury Zoltán, Budapest, Farkasréti temető
- Szlabey Valérián kripta, Esztergom